# Мероне
Мероне (итал. Merone) је насеље у Италији у округу Комо, региону Ломбардија.
Према процени из 2011. у насељу је живело 4113 становника. Насеље се налази на надморској висини од 264 м.

## Становништво
Према резултатима пописа становништва 2011. у општини је живело 4.155 становника.
| 1936. | 1951. | 1961. | 1971. | 1981. | 1991. | 2001. | 2011. |
| ----- | ----- | ----- | ----- | ----- | ----- | ----- | ----- |
| 1.511 | 1.758 | 1.836 | 2.248 | 3.019 | 3.247 | 3.597 | 4.155 |

## Партнерски градови
- Noyarey